# Madonna di Pietraquaria
Madonna di Pietraquaria è uno dei titoli con cui è venerata la Beata Vergine Maria, protettrice della città di Avezzano, in Abruzzo. L'incoronazione canonica avvenne il 16 settembre 1838 durante il pontificato di Gregorio XVI e l'episcopato del vescovo dei Marsi, Giuseppe Segna. Il 1º gennaio 1978, Maria Santissima di Pietraquaria è stata proclamata patrona di Avezzano; viene festeggiata annualmente con riti civili e religiosi tra il 25 e il 27 aprile. A Lei è dedicato l'omonimo santuario del monte Salviano.

## Origini del nome

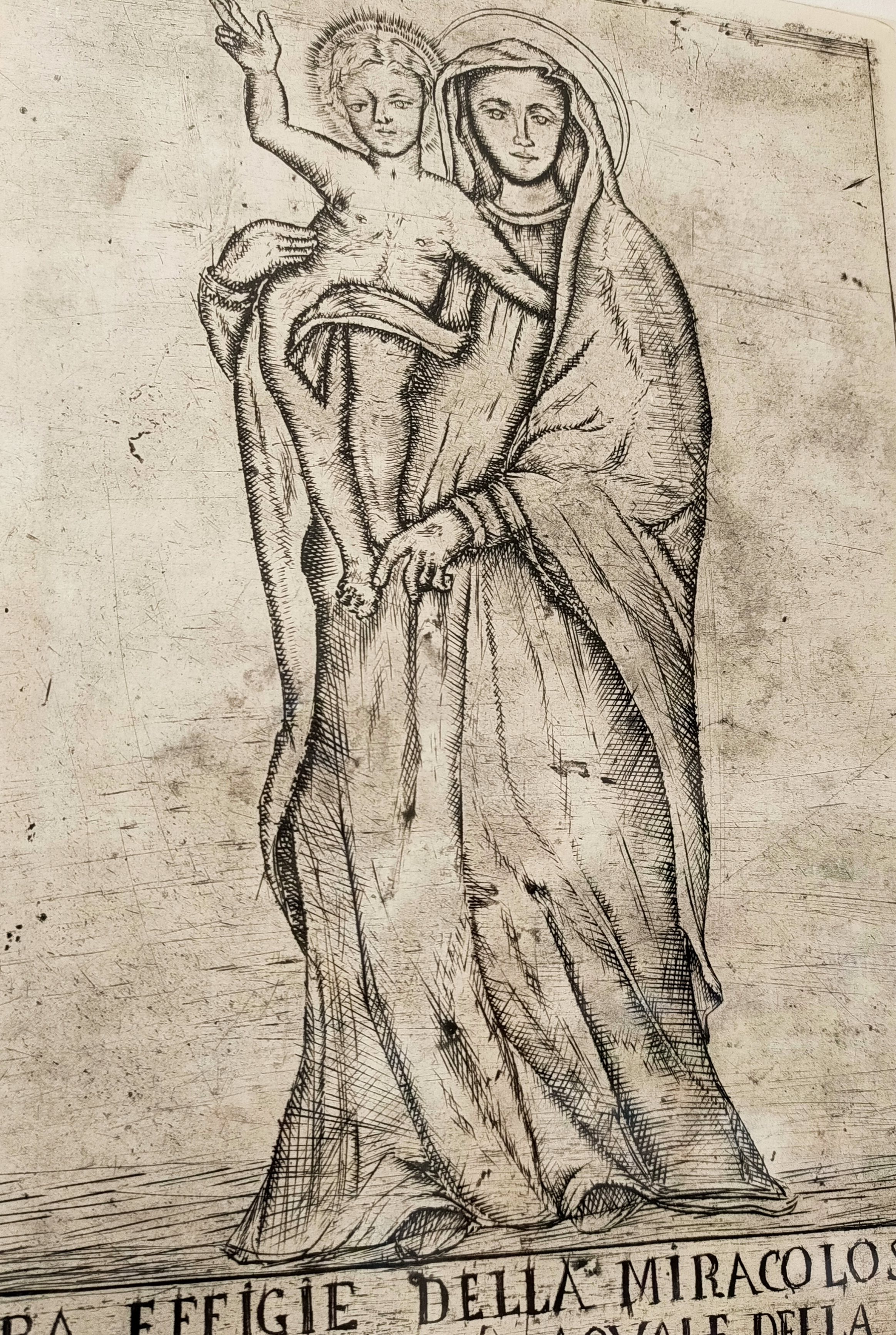
Effigie della Madonna di Pietraquaria incisa da Fedele De Bernardinis, speziale e pittore, nel 1791

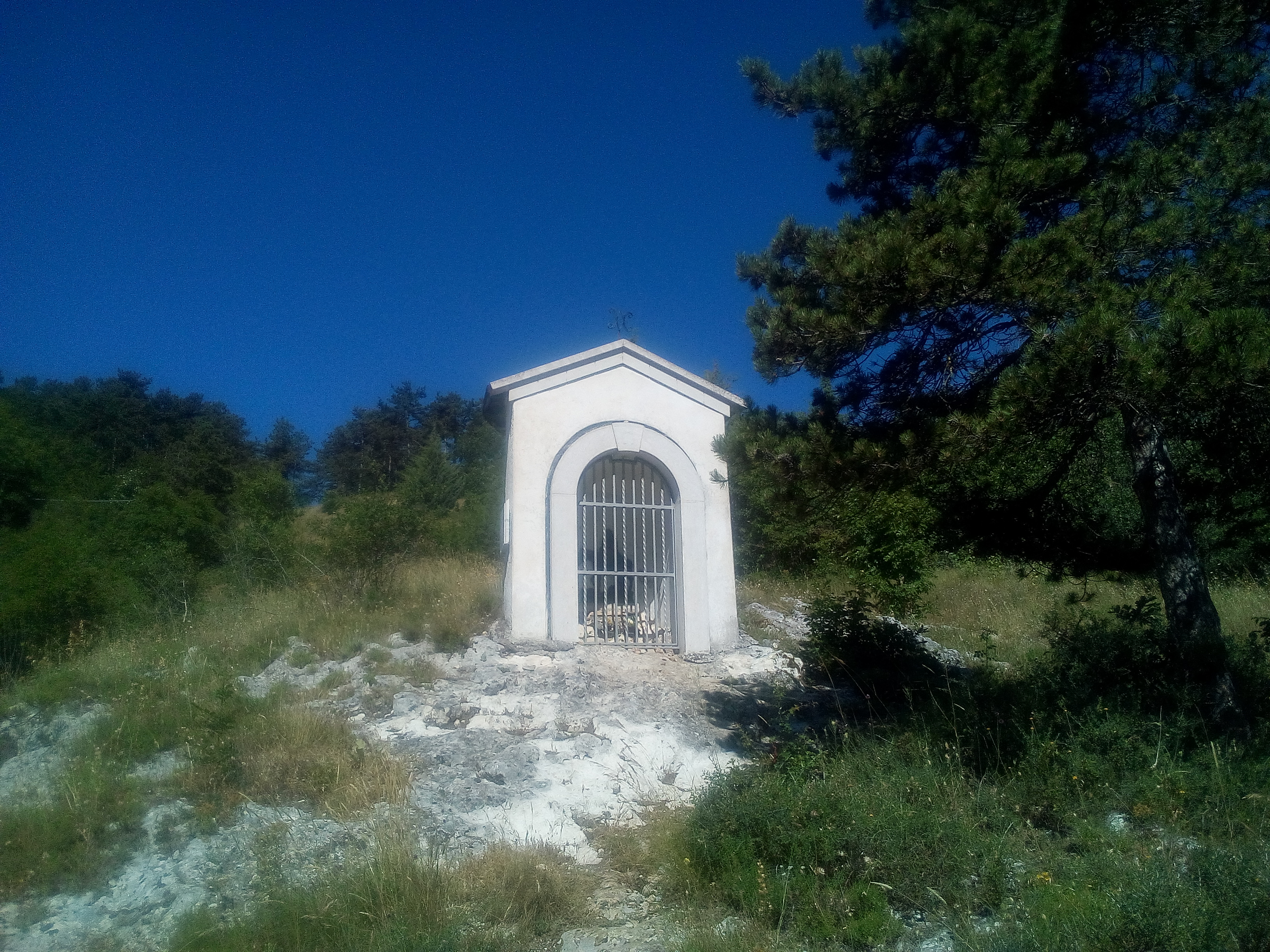
La cappella edificata nel punto in cui avvenne il miracoloso incontro tra la Madonna e il pastore sordomuto

Il toponimo Pietraquaria (in dialetto marsicano Petraquale) sarebbe legato alla presenza sulla cima del monte Salviano di una fonte o, più probabilmente, di una cisterna sotterranea per la raccolta dell'acqua piovana. Il nucleo medievale, edificato su una base rocciosa, è riportato in antichi documenti storici ed ecclesiastici anche come Petram Aquarum, Petram Aquarium, Pietracquaria, Pietracquale, Pietraequale e Petraquarola.

## Storia

### Origini del culto
Nel territorio montano, come indicato dalla bolla del 1188 di Papa Clemente III, vi erano tre piccoli edifici religiosi dedicati a San Giovanni, San Pietro e a Santa Maria. In quest'ultima chiesa si trovava il quadro raffigurante la Madonna col Bambino.
Pietraquaria nel periodo medievale fu un castello-recinto incluso nella contea dei Marsi e, successivamente alla conquista normanna dell'Italia meridionale, un importante feudo indipendente della contea di Albe, come si può dedurre dal Catalogo dei Baroni del 1187 e dalla stessa bolla pontificia del XII secolo. Il centro fortificato, con ogni probabilità, subì nel 1268 la devastazione da parte dell'esercito di Carlo I d'Angiò che in seguito alla vittoria della battaglia di Tagliacozzo volle vendicarsi sugli abitanti dei casali sparsi del monte Salviano colpevoli di parteggiare per i ghibellini di Corradino di Svevia. Costretti a scendere a valle e a riunirsi con le popolazioni di altri villaggi e del borgo di Albe, anch'esso depredato dagli Angioini, i pietraquaresi si stabilirono in località Pantano nella piazza successivamente intitolata, insieme alla chiesa, a san Bartolomeo. 
La tradizione religiosa riporta che l'effigie della Madonna rimase per un lungo periodo all'interno della chiesa diroccata sul monte e venne recuperata in seguito a un incontro miracoloso avvenuto tra un giovane pastore sordomuto e la Vergine che determinò la riedificazione del luogo di culto.
Stando all'opera Historiae Marsorum di Muzio Febonio, nell'anno 1614 ci fu la completa ricostruzione dell'edificio religioso che venne ampliato rispetto alla chiesa originaria.
L'incoronazione canonica della Madonna avvenne ufficialmente il 16 settembre 1838; mentre la diocesi locale, di concerto con la giunta comunale guidata da Daniele Sansone, proclamò il 1º gennaio 1978 Maria Santissima di Pietraquaria compatrona di Avezzano, insieme a san Bartolomeo.

### L'apparizione mariana
La tradizione religiosa rimanda all'incontro avvenuto, dopo la battaglia di Tagliacozzo del 1268, tra un pastorello sordomuto che stava pascolando il gregge sul Salviano e la Vergine Maria che apparve vestita di bianco. Ella si rivolse a lui con dolci parole, che miracolosamente il sordomuto riuscì ad ascoltare, chiedendogli di diffondere la Sua volontà di far ricostruire la chiesa. Il giovane pastore scese di corsa dal monte e raggiunta la cittadina si recò dal parroco, al quale riferì quanto raccomandato dalla Madonna, e cioè di far restaurare la chiesa di Santa Maria e di riporre degnamente la sacra immagine sull'altare. La cappella dell'apparizione, situata lungo la Via Crucis del monte Salviano, conserva il calco che la mula della Madonna incise su una roccia con un colpo di zoccolo, prima di svanire con la Vergine. La chiesa venne riedificata completamente nel 1614 e il culto crebbe tra tutti gli abitanti di Avezzano e della Marsica.

### Le grazie

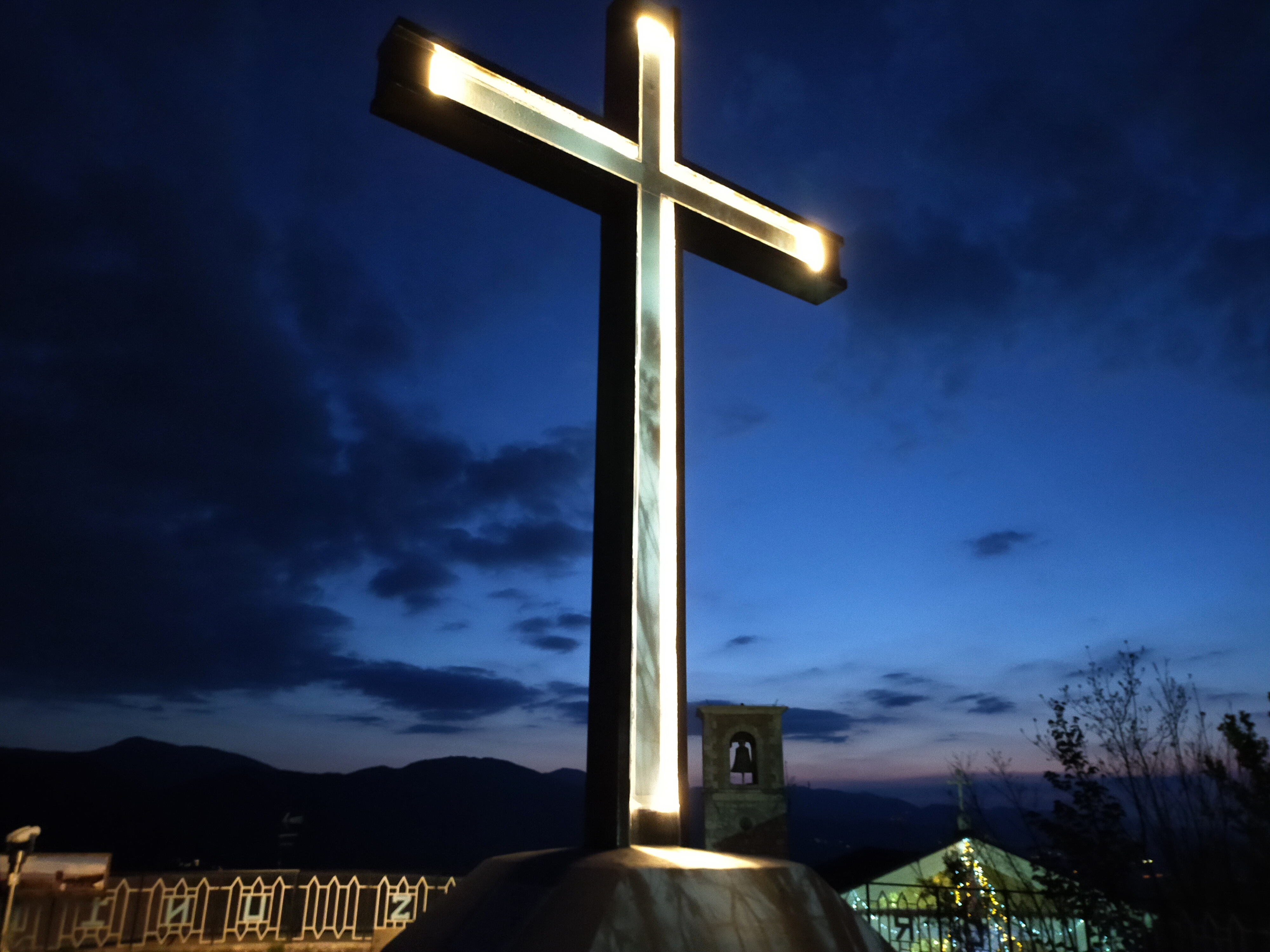
Il crocifisso illuminato davanti al santuario

Sono diverse le grazie elargite dalla Vergine Maria per effetto delle quali l'immagine venne solennemente incoronata nel 1838 dal Capitolo Vaticano: la liberazione dalla siccità avvenuta il 27 aprile 1779 dopo la processione della penitenza per cui la festa annuale della Madonna venne fissata in detta data (precedentemente veniva festeggiata nella quarta domenica di maggio e a settembre con riti civili e religiosi). La popolazione di Avezzano ebbe delle gravi difficoltà per la lunga mancanza di pioggia che causò problemi alle colture e scarsità di alimenti. Gli abitanti pregarono incessantemente la Madonna che portarono in processione dal santuario al centro urbano. Mentre il corteo percorreva via Napoli si verificò un miracoloso temporale che ruppe d'improvviso la lunga aridità, cosicché la popolazione poté riprendere in modo adeguato le coltivazioni dei terreni. Nello stesso anno, grazie alle offerte e alle donazioni da parte degli avezzanesi, l'edificio sacro venne ampliato. Nei primi anni del XIX secolo avvenne la liberazione dal sacco dei briganti e dall'invasione dei francesi che depredarono la cittadina. Nel 1836, ci fu la cessazione delle acque alluvionanti del lago Fucino; l'anno successivo la liberazione dal colera.
Il 27 aprile 1944 le fortezze volanti degli anglo-americani si levarono in volo per bombardare Avezzano, già devastata durante la seconda guerra mondiale; stando alla tradizione orale grazie all'intercessione della Madonna la fitta nube che quel giorno si formò sopra la città costrinse gli aerei militari a cambiare rotta e obiettivo.
Presso il santuario di Pietraquaria, i visitatori possono ammirare circa cento ex voto, esposti nei locali della confraternita, donati da coloro che hanno ritenuto di aver beneficiato della grazia dalla Madonna di Pietraquaria.

### L'icona

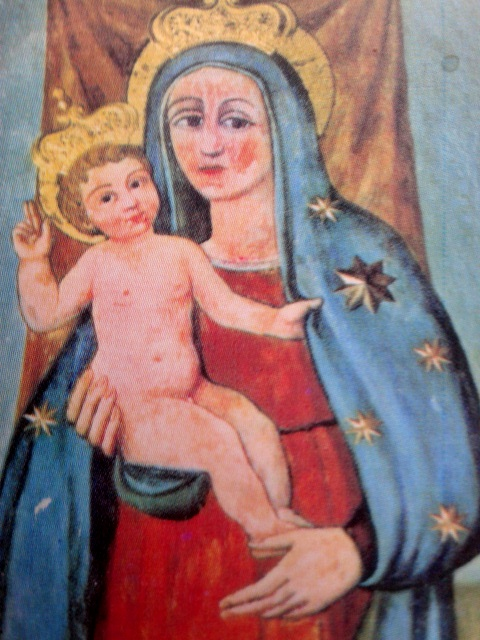
Immaginetta della Madonna di Pietraquaria (Madonna col Bambino, autore ignoto, XIII-XIV secolo)

Nella piccola chiesa di Santa Maria nel nucleo medievale di Petram Aquarium si trovava il quadro raffigurante l'immagine della Vergine. Le vicende legate alla battaglia di Tagliacozzo, avvenuta nei piani Palentini tra Carlo I d'Angiò e Corradino di Svevia, portarono presumibilmente alla distruzione del centro montano da parte degli Angioini. L'effigie della Vergine, nonostante la devastazione, rimase miracolosamente intatta tra le mura diroccate della chiesa. Il dipinto su tavola lignea, originariamente in stile bizantino, è di autore ignoto. L'opera, probabilmente risalente tra il XIII e, come ritenuto da Theodor Mommsen, il XIV secolo, è stata restaurata nel corso dei secoli adottando uno stile rinascimentale, infine nel 1949 dall'artista Enrico Vivio. 
La Madonna è raffigurata in piedi vestita di rosso con un manto azzurro trapunto di stelle; con il braccio destro sorregge il Bambinello mentre con il palmo della mano sinistra tiene i piccoli piedi. Il Bambino appare nudo nell'atto di benedire con la mano destra, mentre con l'altra mano tiene dolcemente un lembo del manto materno.
In seguito all'incoronazione avvenuta nel 1838 sono stati posti i due aurei diademi.

### L'incoronazione

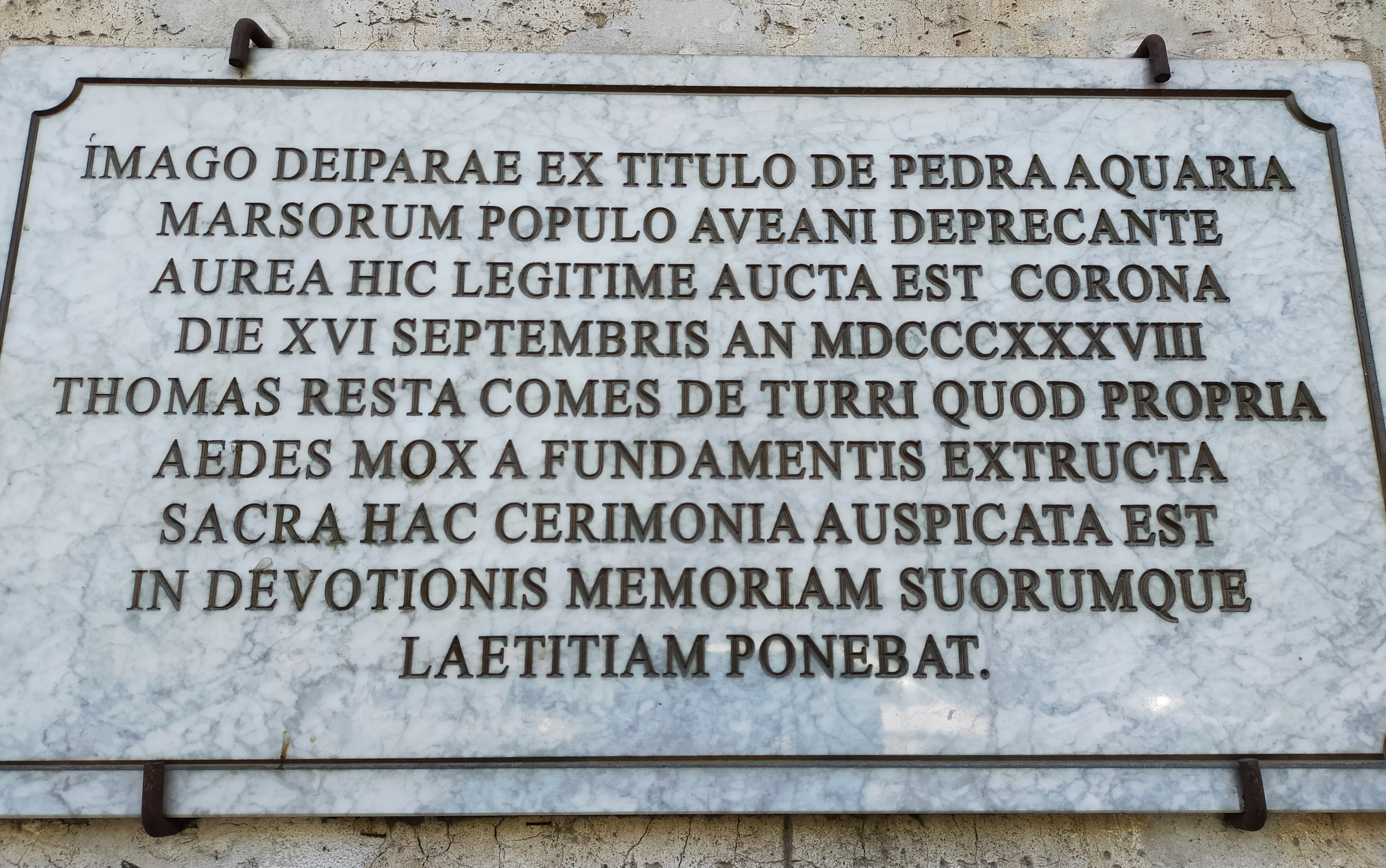
Riproduzione della lapide commemorativa dell'incoronazione

Il 16 settembre 1838, durante il pontificato di Gregorio XVI e l'episcopato del vescovo dei Marsi Giuseppe Segna, avvenne la solenne incoronazione acconsentita dal Capitolo Vaticano.
L'atto di notorietà dell'incoronazione canonica fu rogato dal notaio Pietro Orlandi il 27 giugno 1838 e confermato dal vicario foraneo il 7 luglio dello stesso anno; la pratica fu espletata poche settimane dopo. Un'iscrizione in lingua latina celebra l'evento su una lapide affissa sulla facciata di un edificio di piazza Torlonia (lato di via Roma). Il rito festoso dello svelamento della targa avvenne per volontà del conte Tommaso Resta, dopo che la sacra immagine fu incoronata.
Su un piedistallo, collocato al valico del monte Salviano, poggia la piccola statua in bronzo raffigurante la Madonna; una targa rievocativa dell'incoronazione è stata affissa nel 2013.

## La confraternita
La confraternita Maria SS. di Pietraquaria fu costituita con bolla vescovile l'8 giugno 1891 dal vescovo dei Marsi mons. Enrico de Dominicis. Iniziò la sua attività il 27 settembre 1891 prevedendo ampi spazi per l'evangelizzazione, la formazione, l'impegno di assistenza e di carità al fine di agire in sintonia con gli insegnamenti dettati dal Concilio Vaticano II.

## Festa della Madonna di Pietraquaria

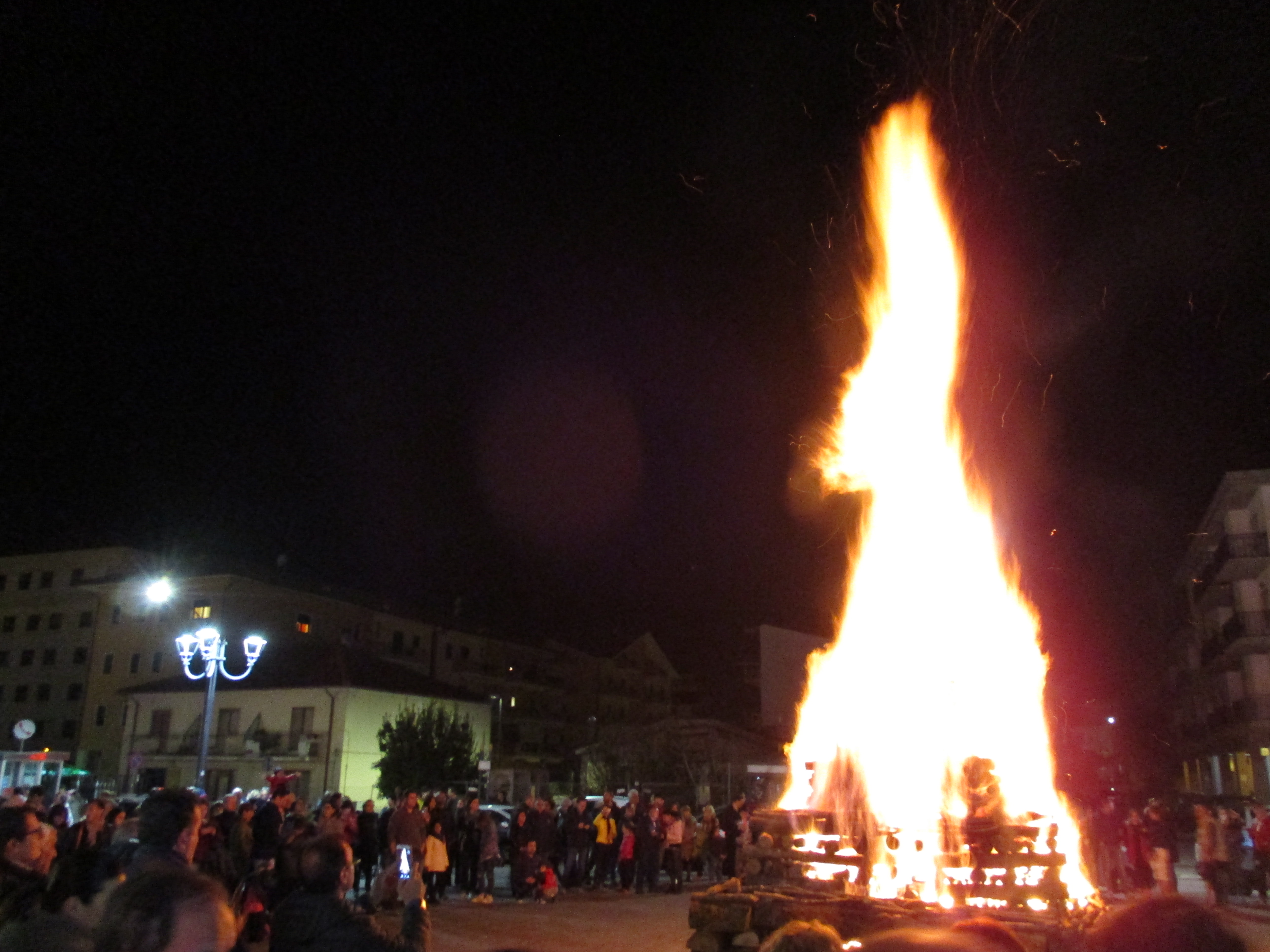
"Focaraccio" nel quartiere della Madonna del Passo

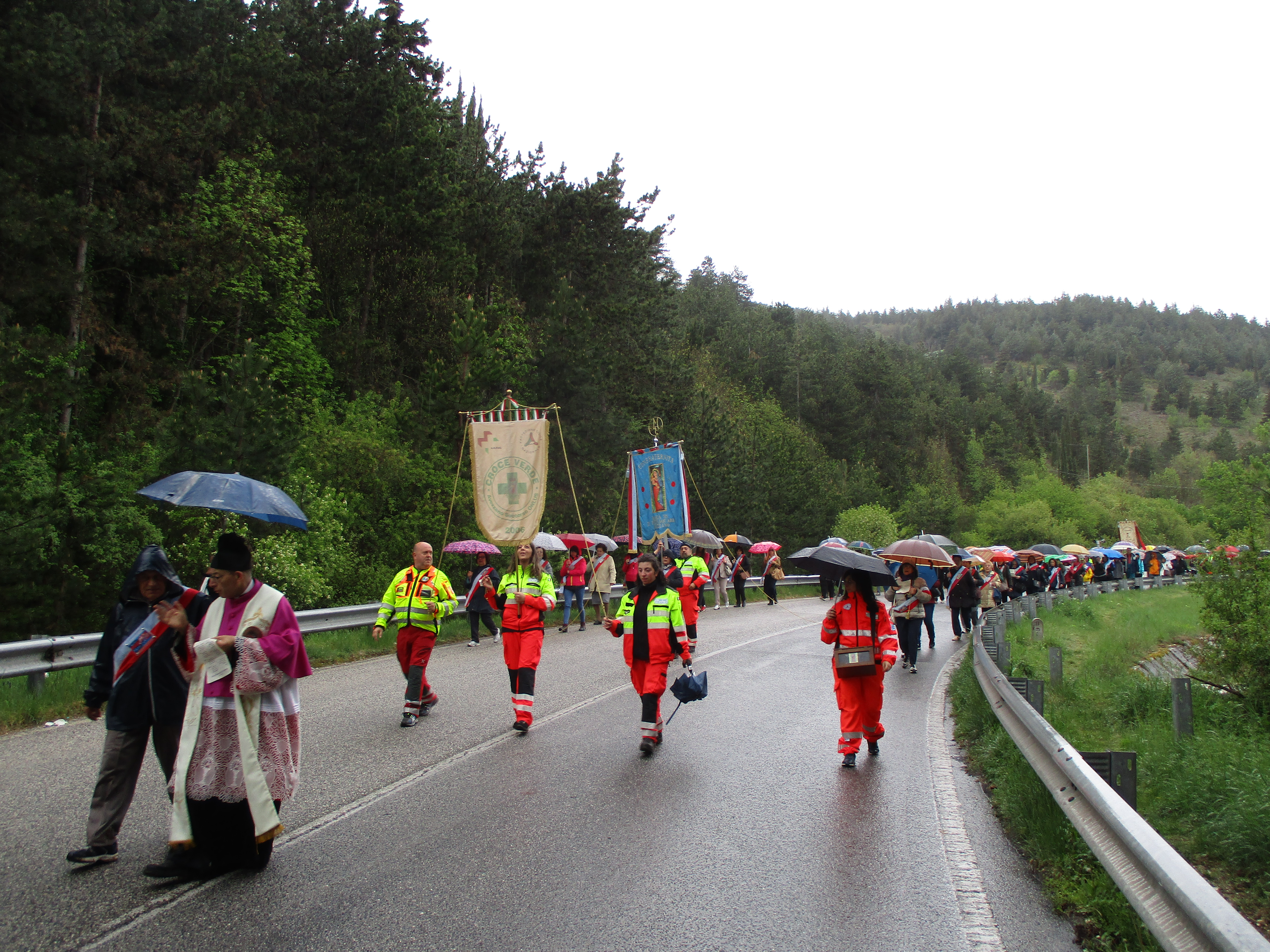
Processione della Madonna di Pietraquaria

### Origini della festa
Le celebrazioni religiose in onore della Madonna si tengono dal 1779, anno in cui secondo la tradizione religiosa Avezzano fu liberata dalla siccità per intercessione della Vergine Maria. I festeggiamenti si protraggono annualmente per tre giorni, dal 25 al 27 aprile; precedentemente i riti civili e religiosi si svolgevano nella quarta domenica del mese mariano e nella prima settimana di settembre.
Alla fine dell'Ottocento le strade cittadine, poco prima del passaggio della processione, venivano cosparse con la sabbia gialla scavata in località Colle Sabulo, nei pressi del cimitero a inumazione realizzato accanto al convento di Santa Maria in Vico.
Prima del terremoto del 1915, nel giorno dei festeggiamenti in onore della Madonna, si svolgeva anche la "gara del solco dritto", in cui i contadini del luogo si sfidavano con l'aratro e i buoi nel tracciare un solco da piazza Torlonia alle pendici del monte Salviano, lungo una strada all'epoca poco urbanizzata. Una commissione era chiamata a decretare lo scavo migliore.
Nell'ambito delle manifestazioni civili a cominciare dal 1992 venne organizzata per alcuni anni la "corsa dei fuochi", una competizione podistica che ha visto la partecipazione di varie squadre rappresentanti i quartieri di Avezzano e di alcuni gruppi della Marsica, rispettivamente in gara per il palio cittadino e per quello del Fucino.

#### I "focaracci"
Il rito dei "focaracci" risale invece al 1870. Il 26 aprile di ogni anno, allo scendere della sera, vengono accesi in tutti i quartieri della città i fuochi devozionali dedicati alla Madonna di Pietraquaria, sul modello dei falò irlandesi di Beltane, attorno ai quali si eseguono canti popolari, religiosi, litanie e piccoli concerti musicali. Stando alla tradizione orale il rito di accensione dei "focaracci" nacque da una contesa tra i fedeli di Avezzano e di Cese su chi meritasse la protezione della Vergine. La Madonna dall'alto del monte Salviano si girò verso i fuochi che gli avezzanesi accesero per attirare la Sua attenzione.

### La festa oggi

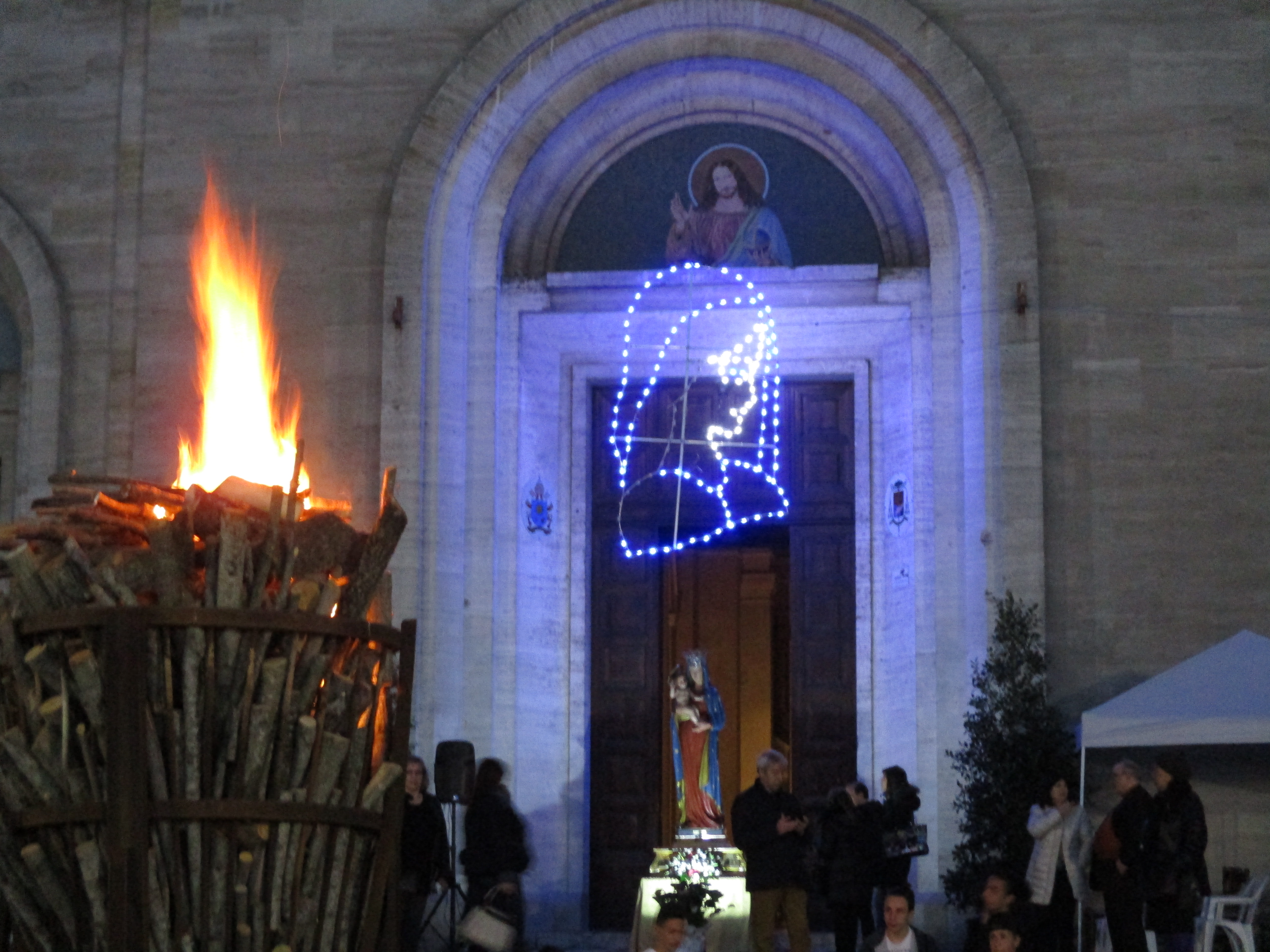
Falò devozionale davanti alla cattedrale dei Marsi

La festa patronale si protrae per tre giorni dal 25 al 27 aprile. Il 25 aprile si tiene la tradizionale fiera di Pietraquaria, organizzata dall'assessorato alle attività produttive del comune di Avezzano. Sono centinaia gli espositori e le onlus presenti lungo le strade del centro urbano, intorno a piazza Risorgimento, e in piazza della Repubblica di fronte al palazzo Municipale. La sera del 26 aprile si ripete annualmente il rito popolare dell'accensione dei "focaracci", fuochi realizzati con materiali naturali non inquinanti e nel rispetto delle prescrizioni comunali.
I riti religiosi si tengono invece il 27 aprile, ufficialmente riconosciuto come il giorno festivo patronale di Avezzano.
Dalla contrada del santuario scende, annunciata e accompagnata da colpì scuri e fuochi pirotecnici, una processione durante la quale si cantano gli inni dedicati alla Vergine. Calando dalla Via Crucis del monte Salviano il corteo all'altezza di via Napoli si unisce alla sfilata partita, con la statua della Madonna, dalla cattedrale di San Bartolomeo. L'incontro delle due processioni ha luogo dove si manifestò la grazia della pioggia che ruppe la siccità il 27 aprile 1779, esattamente di fronte alla casa Di Benedetto, edificio ricostruito due anni dopo il terremoto del 1915 nelle dimensioni tali da poter ospitare il simulacro della Vergine nell'eventualità di un temporale. I fedeli, riprendendo la lenta marcia, percorrono le strade del centro urbano raggiungendo la chiesa madre dove viene celebrata la tradizionale messa.
In particolari occasioni o ricorrenze viene trasportato a spalla, dal santuario, il grande quadro raffigurante la Madonna col Bambino.
Nel mese mariano di maggio permane l'usanza di recarsi all'alba a piedi al santuario attraverso i sentieri del monte Salviano.
Nel 2017, la Madonna di Pietraquaria è stata proclamata protettrice dei podisti della Marsica che la sera dei "focaracci" danno vita alla fiaccolata podistica, accendendo i falò predisposti nelle diverse parrocchie cittadine.
Nel 2023 l'Istituto centrale per il catalogo e la documentazione ha ritenuto la festa d'interesse storico ed etnoantropologico inserendola nel catalogo generale dei beni culturali del Ministero della cultura.

## Gli inni e le preghiere
(Una parte del canto popolare Evviva Maria)
Tra gli inni dedicati alla Vergine ci sono Inno a Maria di Pietraquaria, scritto e musicato dal maestro Luigi Del Vecchio ed elaborato da Marco Taro; A Maria di Pietraquaria, scritto nel 1899 dall'avvocato Antonio Lolli e musicato dal maestro Emilio Perotti e il canto popolare Evviva Maria di autore ignoto.
Tra le preghiere della Madonna di Pietraquaria che hanno ricevuto l'imprimatur figurano quella stampata a Pescina il 27 febbraio 1910 del vescovo Francesco Giacci, amministratore apostolico, e quelle dei vescovi Domenico Valerii, del 1955, e Biagio Vittorio Terrinoni del 17 gennaio 1985.